# (400378) 2007 XT50
(400378) 2007 XT50 es un asteroide que forma parte del cinturón interior de asteroides descubierto el 3 de diciembre de 2007 por el equipo del Catalina Sky Survey desde el Catalina Sky Survey, Arizona, Estados Unidos.

## Designación y nombre
Designado provisionalmente como 2007 XT50.

## Características orbitales
2007 XT50 pertenece al Grupo de Hungaria, está situado a una distancia media del Sol de 1,949 ua, pudiendo alejarse hasta 2,099 ua y acercarse hasta 1,798 ua. Su excentricidad es 0,077 y la inclinación orbital 24,70 grados. Emplea 993,879 días en completar una órbita alrededor del Sol.

## Características físicas
La magnitud absoluta de 2007 XT50 es 17,8. 